# Oxytropis guinanensis
Oxytropis guinanensis là một loài thực vật có hoa trong họ Đậu. Loài này được Yu-H. Wu miêu tả khoa học đầu tiên năm 1997.